# Liste der Biografien/Wui
Liste der Biografien |
Portal Biografien |
Personensuche
# |
A |
B |
C |
D |
E |
F |
G |
H |
I |
J |
K |
L |
M |
N |
O |
P |
Q |
R |
S |
T |
U |
V |
W |
X |
Y |
Z |
?
 
Wa |
Wc |
Wd |
We |
Wh |
Wi |
Wj |
Wl |
Wn |
Wo |
Wr |
Ws |
Wt |
Wu |
Ww |
Wy |
Wz
 
Wua |
Wub |
Wuc |
Wud |
Wue |
Wuf |
Wug |
Wuh |
Wui |
Wuj |
Wuk |
Wul |
Wum |
Wun |
Wuo |
Wup |
Wur |
Wus |
Wut |
Wuw |
Wuy |
Wuz
Die Liste der Biografien führt alle Personen auf, die in der deutschsprachigen Wikipedia einen Artikel haben. Dieses ist eine Teilliste mit 8 Einträgen von Personen, deren Namen mit den Buchstaben „Wui“ beginnt.

## Wui

### Wuie
- Wuiet, Caroline (1766–1835), französische Musikerin und Autorin

### Wuil
- Wuillemin, Jean-Claude (1943–1993), französischer Radrennfahrer
- Wuilleret, Charles de (1853–1918), Schweizer Jurist, Politiker und Verbandsfunktionär
- Wuilleret, Louis de († 1898), Schweizer Politiker
- Wuilleumier, Pierre (1904–1979), französischer Klassischer Philologe, Althistoriker und Archäologe
- Wuilliez, Jadon (* 2002), antiguanischer Schwimmer
- Wuilloud, Madeleine (* 1946), schweizerische Skirennläuferin

### Wuit
- Wuits, Simon Demetrius Graf de, Generalmajor (Maréchal-de-Camp), Kammerherr und Geheimrat des polnischen Königs Stanislaus II. August Poniatowski sowie seit 1790 Ritter des polnischen Sankt-Stanislaus-Ordens